# L'Ammiraglio Viaud
L'Ammiraglio Viaud (conosciuto anche come Paul Viaud in costume d'ammiraglio del XVIII secolo) è un dipinto del pittore francese Henri de Toulouse-Lautrec, realizzato nel 1901 e conservato nel Museo d'arte di San Paolo in Brasile. Si tratta dell'ultima opera dell'artista, che morì a settembre di quello stesso anno.

## Storia
Sulla fine dell'Ottocento, dopo le dimissioni da una clinica per le dipendenze alcoliche, Lautrec era stato affidato alle cure di Paul Viaud, una vecchia conoscenza di sua madre. I due divennero amici e trascorsero assieme alcune stagioni al mare, fino all'anno della morte del pittore (1901). 
Il dipinto, che prima di arrivare in Brasile era appeso sopra il camino di un soggiorno di un castello nel Sud della Francia, fu donato al Museo d'arte di San Paolo nel 1952 dall'imprenditore Francisco Matarazzo Pignatari.

## Descrizione dell'opera
La figura corpulenta di Paul Viaud, che indossa una giacca rossa e una parrucca bianca da commodoro inglese, irrompe da sinistra nella scena, per osservare una nave che sembra allontanarsi rapidamente lasciando una leggera scia bianca nel mare verde tempestoso. L'uomo è parzialmente fuori dal campo visivo: questa caratteristica, presente in molte delle opere dell'artista, sposta il centro dell'attenzione sull'imbarcazione. La metafora è palese: l'artista sente la sua vita andarsene, sotto lo sguardo dell'amico.
La massa rossa del corpo dell'ammiraglio diventa un elemento statico in relazione all'immensità dell'oceano che trascina e sta per ingoiare la barca. L'oceano, dipinto in una pallida sfumatura di grigio verdastro, sembra gonfiarsi e sollevarsi come un'onda tremenda, che porterà il minuscolo galeone sempre più lontano, verso un cielo che diventa più scuro e minaccioso, pieno di lugubri presagi di naufragio. Nel quadro si riconosce anche un ultimo, estremo omaggio a Hokusai e alla sua Grande onda.
Assieme al coevo Un esame alla Facoltà di Medicina di Parigi, questo dipinto pare avviare un nuovo linguaggio, con l'adozione di una tecnica più attuale, caratterizzata da masse di colore denso e da macchie. Prima della morte precoce a 37 anni, il 9 settembre 1901, Lautrec sembra passare il pennello-testimone alle nuove generazioni che rivoluzioneranno il linguaggio delle arti plastiche (Picasso, Modigliani, Balla e Boccioni).